# Bataille du banc de Skerki
Seconde Guerre mondiale
Batailles
1940
- Vado
- Siège de Malte
- Club Run
- Convoi Espero
- Mers el-Kébir
- Punta Stilo
- Cap Spada
- Hurry
- Cap Passero
- MB.8
- Tarente
- Détroit d'Otrante
- White
- Cap Teulada

1941
- Excess
- Convoi AN 14
- Grog
- Abstention
- Baie de La Sude
- Cap Matapan
- Îles Kerkennah
- Crète
- Galite
- Substance
- Halberd
- Convoi Duisburg
- Cap Bon
- Syrte (1941)
- Rade d'Alexandrie

1942
- Syrte (1942)
- Calendar
- Bowery
- Albumen
- Harpoon
- Vigorous
- Pedestal
- Agreement
- Torch
- Stoneage
- Sabordage de la flotte française à Toulon
- Portcullis
- Banc de Skerki
- Olterra (navire auxiliaire)
- Raid sur Alger

1943
- Zouara
- Convoi de Cigno
- Convoi de Campobasso
- Corkscrew
- Husky
- Gela
- Scylla
- Pietracorbara
- Dodécanèse
  - Rhodes
  - Leros
  - Kos
- Convoi KMF-25A

1944
- Ist
- Raid sur Santorin
- Raid sur Symi
- Port-Cros
- La Ciotat
- Île de Pag

1945
Mer Ligure
- Convois alliés
  - convois de Malte
- Campagne des U-boote
- Campagne adriatique

La bataille du banc de Skerki est une bataille navale de la Seconde Guerre mondiale qui s'est déroulée près du banc de Skerki (canal de Sicile) en Méditerranée, aux premières heures du 2 décembre 1942 entre les forces britanniques et italiennes, bataille qui fut la dernière grande confrontation navale en Méditerranée en 1942.

## Arrière-plan
La force britannique se composait des croiseurs légers HMS Aurora, Argonaut et Sirius avec les destroyers HMS Quentin et HMAS Quiberon. L'escadron était sous le commandement du contre-amiral Cecil Harcourt (en).
Dans la nuit du 2 décembre, la force localise et attaque un convoi italien et son escorte à destination de la Tunisie. Le convoi comprenait quatre transports de troupes: KT-1 (850 tonnes), Aventino (3 794 t), Puccini (2 422 t) et Aspromonte (un ferry-boat militarisé et armé, 976 tonnes). Les navires transportaient des renforts et de la logistique pour l'Afrikakorps du général Rommel, comprenant 1 766 soldats, 698 tonnes de marchandises (principalement des munitions), quatre chars, 32 autres véhicules et 12 pièces d'artillerie. Son escorte comprenait les destroyers Nicoloso da Recco (vaisseau amiral), Camicia Nera, Folgore et les torpilleurs Clio et Procione sous le commandement du capitaine de vaisseau (capitano di vascello) Aldo Cocchia.

## Ordre de bataille

### Regia Marina
- Convoi
  - Navires à vapeur:
    - KT-1 (allemand, 7 800 tonnes)
    - Aventino
    - Aspromonte
    - Puccini
- Escorte, sous le commandement du capitaine de vaisseau (capitano di vascello) Aldo Cocchia[1]:
  - 3 destroyers:
    - Nicoloso da Recco (chef d'escadron)
    - Camicia Nera (commandant Adriano Foscari)
    - Folgore (commandant Ener Bettica)

  - 2 torpilleurs:
    - Clio
    - Procione

### Royal Navy
- Les attaquants, sous le commandement du contre-amiral C. H. J. Harcourt[1]:
  - 3 croiseurs légers:
    - HMS Aurora (12)  (navire amiral)
    - HMS Argonaut (61)
    - HMS Sirius (82)

  - 2 destroyers:
    - HMS Quentin (G78)
    - HMAS Quiberon (G81)

## La bataille
Les navires britanniques ouvrent le feu et détruisent, l'un après l'autre, tous les navires de cargaison et de troupe. Les navires d'escorte sont également touchés, le Folgore est coulé, le Nicoloso da Recco est gravement endommagé (près de la moitié de son équipage est tué, soit 118 hommes; le navire sera hors service jusqu'en juillet 1943). Le Camicia Nera tira ses 6 torpilles qui ratèrent leurs cibles. Le Sirius s'échappa sans dommages malgré les attaques du Camicia Nera par coups de canons à seulement 2 kilomètres (1,2 mi), esquivant plusieurs torpilles tout en continuant à participer aux naufrages des autres vaisseaux de l'Axe.

## Suites
À l'aube, l'engagement d'une courte durée montra la nette victoire britannique, qui ne subit aucune perte tandis que l'Axe perdra pas moins de 2 000 hommes (probablement 2 033 à 2 200, le total est incertain) et cinq navires; le Puccini toujours à flot coulera un peu plus tard.
Lors de leurs retours, des SIAI attaquèrent la Q-Force sans résultat. Les Italiens perdirent plusieurs avions abattus par la Royal Air Force (des Spitfires revendiquèrent quatre Sparvieros abattus pour une perte), tandis que le HMS Quentin fut coulé avec 20 morts par une torpille de 500 kg tirée par un Junkers Ju 88.
Les pertes humaines du côté de l'Axe sont les suivantes : 124 morts du Folgore, 118 du Nicoloso da Recco, 39 du Aspromonte, 3 du Procione, 200 équipages civils / militarisés, et 1 527 soldats des navires Aventino et Puccini.